# Jezgrine pore
Jezgrine pore su rupice u ovojnici stanične jezgre. Ima ih od 3000 do 5000. Promjera su od 5 do 100 µm.One propuštaju određene tvari iz jezgre (mRNK) i u jezgru (proteini). Kad transkripcijom nastane rRNK i spoji se s proteinima, nastaje kompleks koji se odvaja od jezgrice i kroz jezgrine pore izlazi iz jezgre u citoplazmu gdje se poslije formiraju ribosomi. Zahvaljujući porama postoji skladna komunikacija jezgre i citoplazme.  Oko svake pore je anulus, proteinski prsten. Anulus se odgovoran za kontrolirani promet molekula.
Na mjestima gdje su pore spajaju se vanjska i unutarnja membrana.

## Vanjske poveznice
- Stanična jezgra[neaktivna poveznica], Medicinski fakultet u Rijeci, str. 5-8
- Šver, Lidija. Endomembranski sustav, organeli stanice  Arhivirana inačica izvorne stranice od 24. prosinca 2014. (Wayback Machine), PBF Zagreb, str. 5-6
- Repozitorij Fakulteta kemijskog inženjerstva i tehnologije u Zagrebu  Arhivirana inačica izvorne stranice od 25. ožujka 2017. (Wayback Machine) Jezgra i organizacija nasljedne tvari, slajd 5